# Râle de Guam
Hypotaenidia owstoni
Espèce
Synonymes
- Gallirallus owstoni Rothschild, 1895
- Rallus owstoni Rothschild, 1895

Statut de conservation UICN

 CR  : 
En danger critique
Le Râle de Guam (Hypotaenidia owstoni) est une espèce d'oiseaux de la famille des Rallidae.

## Distribution
Cette espèce est endémique de Guam. Depuis 1985, elle ne survivait plus qu'en captivité à Guam, aux États-Unis et à Rota.
Les tentatives de réintroduction ont été vouées à l'échec en raison de la présence de chats haret et du serpent Boiga irregularis, introduit accidentellement à la fin de la seconde Guerre mondiale. Grâce à un programme d'élevage en captivité de 35 ans, le Râle de Guam a été réintroduit avec succès sur l'île voisine des Cocos. Il s'agit du deuxième oiseau de l'histoire à voir sa population se rétablir (après le Condor de Californie) alors qu'elle avait été déclaré éteinte dans la nature.

## Galerie

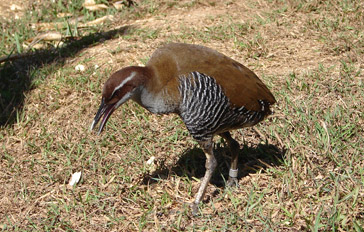
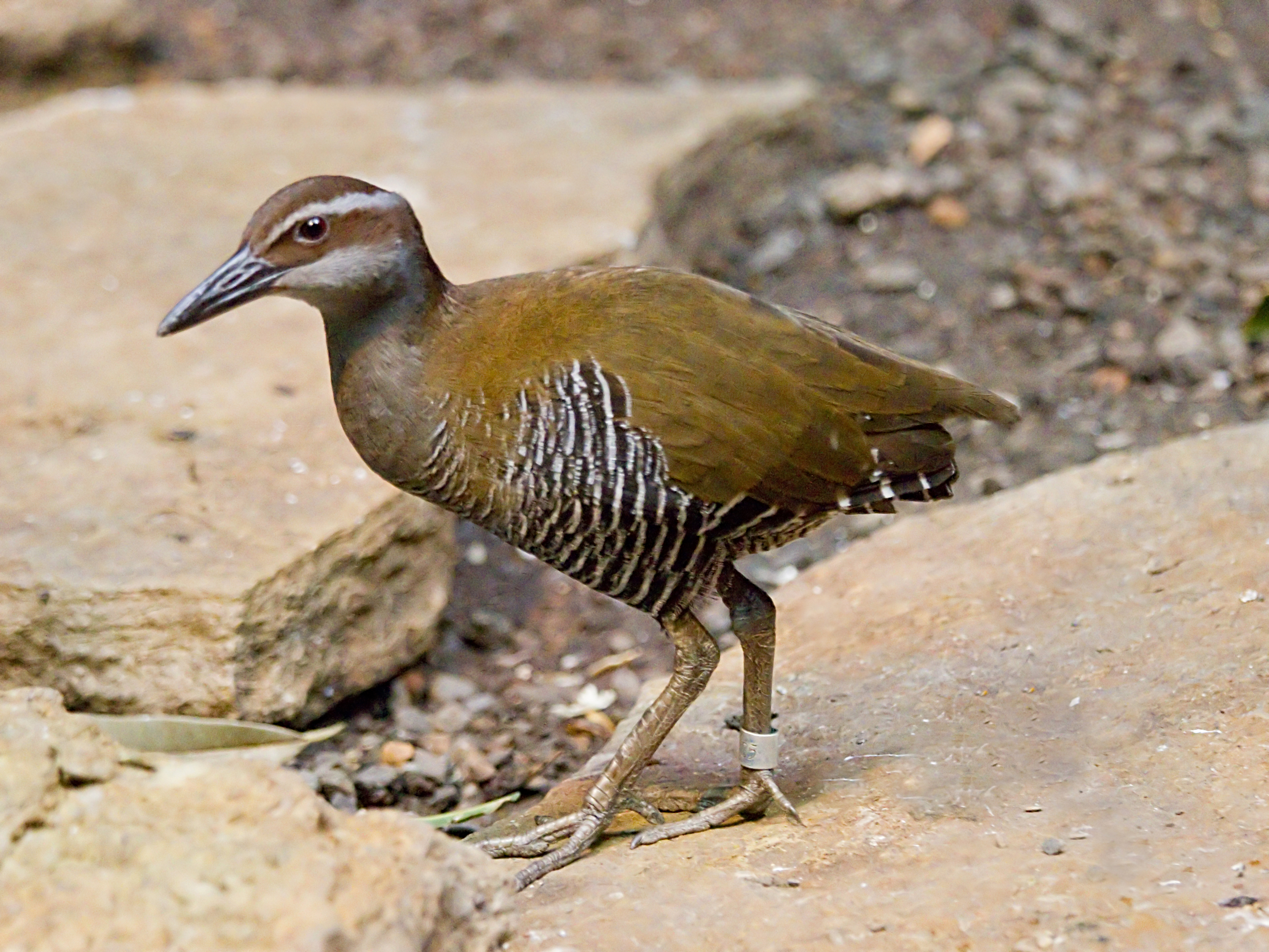
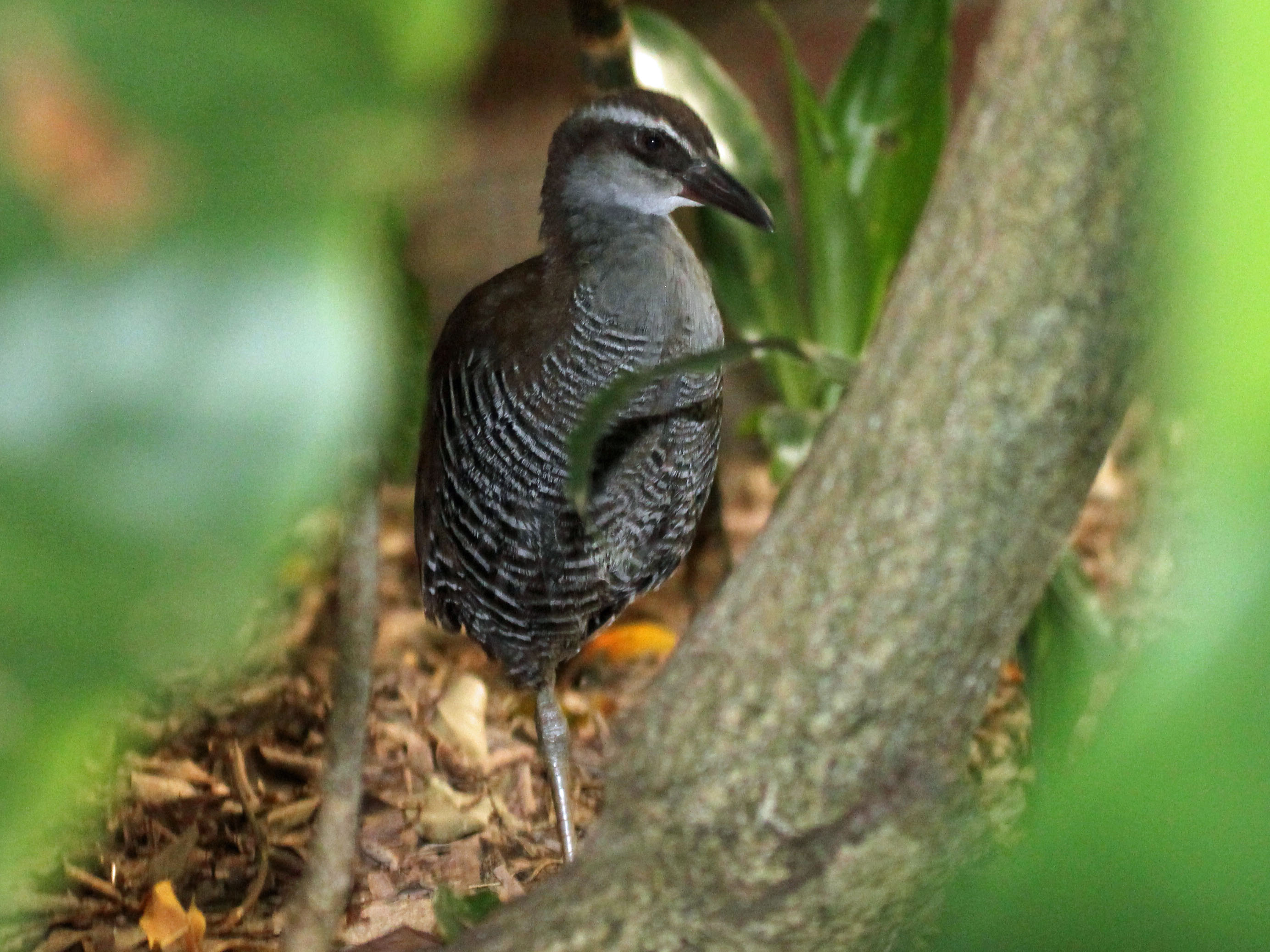

## Publication originale
- Rothschild, 1895 : A new species of Rail. Novitates Zoologicae, vol. 2, n. 4, p. 481.